# Nomenclatura IUPAC a compușilor anorganici
În nomenclatura chimică, nomenclatura IUPAC a compușilor anorganici reprezintă modul sistematic de denumire al compușilor chimici anorganici în conformitate cu recomandările Uniunii Internaționale de Chimie Pură și Aplicată (IUPAC). Regulile sunt publicate în Nomenclature of Inorganic Chemistry (denumită informal Cartea Roșie). În mod ideal, fiecare compus anorganic posibil trebuie să aibă o denumire de la care poate fi scrisă formula structurală corespunzătoare.
Ultima ediție a Cărții Roșie a fost publicată în 2005, și este disponibilă și în format electronic.

## Sistem
Sistemul general de denumire în chimia anorganică este:
1. Anionii monoatomici sunt denumiți cu sufixul -ură: H− hidrură, Cl- clorură, etc.
2. Cationii sunt de obicei denumiți ca adjective, precedați de prepoziția „de”: NaCl clorură de sodiu, iar CaF2 fluorură de calciu.
3. Pentru cationii cu sarcină mai mare sau egală cu +2, aceasta trebuie menționată între paranteze: Cu+ cupru (I), Cu2+ cupru (II). Pentru acești ioni există denumiri alternative, cu terminațiile -os sau -ic: Cu+ cupros și Cu2+ cupric. Pentru denumirea complecșilor coordinativi vezi complex (chimie).
4. Oxoanionii (anionii poliatomici cu oxigen) sunt denumiți cu sufixul -it sau -at, depinzând de numărul atomilor de oxigen: NO−
2 nitrit sau azotit, iar NO−
3 nitrat sau azotat. Unele elemente dispun de mai mulți oxoanioni, caz în care se folosesc prefixele hipo- și per-: ClO− hipoclorit, ClO2− clorit, ClO3− clorat și ClO−
4 perclorat.
5. Prefixul bi- (astăzi nu mai este folosit atât de des) indică prezența unui singur ion de hidrogen: NaHCO3 bicarbonat de sodiu, însă denumirea corectă este hidrogenocarbonat de sodiu.

## Denumirea tradițională
Un exemplu de denumire tradițională e cel legat de amoniac care sistematic are numele de azan. Similar ionul hidroniu ar trebui denumit sistematic hidroxoniu.